# تايسون غاي
تايسون غاي (بالإنجليزية: Tyson Gay)‏ (من مواليد 9 أغسطس 1982) هو عدّاء أمريكي في سباقات المضمار والميدان، يتنافس في سباق 100 و200 متر. تلقى تعليقًا للنشاط لمدة عام واحد بسبب النتيجة الإيجابية لاختبار الستيرويد المنشط المحظور. أفضل رقم شخصي حققه في سباق 100 متر هو 9.69 ثانية وهو الرقم القياسي الأمريكي ويجعله متعادلًا مع ثاني أسرع عدّاء على الإطلاق، إلى جانب يوهان بليك.
فاز غاي بالعديد من الميداليات في المسابقات الدولية الكبرى، بما في ذلك الميدالية الذهبية في سباق التتابع 100 متر و200 متر و4 × 100 متر 100 تتابع في بطولة العالم في أوساكا عام 2007. جعله هذا الفوز الرجل الثاني الذي يفوز بجميع الأحداث الثلاثة في بطولة عالم واحدة، بعد موريس غرين (يوسين بولت كرر هذا الإنجاز بعد عامين). غاي هو بطل الولايات المتحدة أربع مرات في سباق 100 متر.
في التجارب الأولمبية لعام 2008، ساعدته الرياح ليصل لرقم 9.68 ثانية في سباق 100 متر. بعد أيام، تعرض لإصابة شديدة في أوتار الركبة في تجارب 200 متر ولم يفز بأي ميدالية في أولمبياد بكين. كان أداءه البالغ 9.71 ثانية للفوز بالميدالية الفضية لمسافة 100 متر في بطولة العالم 2009 هو أسرع وقت لا يحصل صاحبه على الميدالية الذهبية في هذا الحدث.
في يوليو 2013، أُعلن أن الاختبارات أثبتت إيجابية تناول غاي لمواد محظورة، وبعد ذلك انسحب من بطولة العالم في موسكو. أوقفته وكالة مكافحة المنشطات الأمريكية حتى 23 يونيو 2014، وجردته من ميداليته الفضية في تتابع 4 × 100 متر في دورة الألعاب الأولمبية الصيفية لعام 2012 نتيجةً لذلك.
غاي هو الفائز مرتين بجائزة جيسي أوينز، وكان أفضل رياضي عالمي في الاتحاد الدولي لألعاب القوى لعام 2007، وفاز بجائزة أفضل رياضي في المضمار والميدان لأخبار المسار والميدان في عام 2007 وجائزة إيسبي في عامي 2008 و2011. حقق أيضًا أفضل العروض في منافسات الرجال في سباق 100 متر و200 متر.

## نشأته
ولد تايسون غاي في 9 أغسطس 1982 في ليكسينغتون بولاية كنتاكي، وهو الابن الوحيد لديزي غاي وغريغ ميتشل. كانت البراعة الرياضية جزءًا من حياته الأسرية؛ نافست جدة غاي لصالح جامعة كنتاكي الشرقية، ونافست والدته ديزي أيضًا في شبابها، رغم أنها كانت حاملًا بطفلها الأول في سن المراهقة المبكرة. كانت أخت غاي الكبرى، تيفاني، عداءة شغوفة ولديها مسيرة ناجحة في المدرسة الثانوية. تسابق تيفاني وتايسون غاي، بتشجيع من والدتهما، في كل فرصة، وتدربا بجد في المدرسة وعلى التلال في منطقتهما. كانت هناك منافسة قوية بين الاثنين، وقال غاي لاحقًا إن رد فعل أخته السريع ألهمه للتحسُن.

## مسيرة هاوٍ
على الرغم من أن غاي كان يميل إلى البداية بطيئة على المضمار، فقد عمل بجد لتحسين وكسر الرقم القياسي في ملعب مدرسة لافاييت الثانوية لمسافة 200 متر. تحت وصاية كين نورثينغتون، بطل الولاية سابقًا لمسافة 100 ياردة، بدأ غاي العمل على أسلوبه وإيقاعه. بحلول عامه الأول، كان رياضيًا أكثر تماسكًا وركز على مسافة 100 متر، وفاز ببطولة الولاية في هذا الحدث وسجل رقمًا قياسيًا جديدًا للبطولة بلغ 10.60 ثانية. على الرغم من ذلك، لاحظت والدته أنه لم يكن نفسه تمامًا وكان يأخذ قدراته كأمر مُسلّم به. لم يكن غاي أيضًا طفلًا مجتهدًا وفشل في تحقيق الدرجات المطلوبة للالتحاق بكلية رياضية من القسم الأول. ومع ذلك، أظهرت بطولة ولاية كنتاكي الثانوية في يونيو 2001 قدراته: فقد فاز بالميدالية الذهبية في سباق 100 متر، مسجلًا رقمًا قياسيًا جديدًا شخصيًا بلغ 10.46 ثانية. في سباق 200 متر حصل على الميدالية الفضية مع رقم شخصي جديد أخرى قدره 21.23 ثانية. في حدث عام 2001، التقى غاي بالمدرب لانس برومان وأقنعه مدرب الكلية بالالتحاق بكلية مقاطعة بارتون المجتمعية. هناك التقى غاي لأول مرة بالعداءة الجامايكية فيرونيكا كامبل براون، وشكل الاثنان رابطة وثيقة، وأصبحا شريكين في التدريب.
كان الانتقال إلى الكلية في غريت بيند، كانساس، بمثابة مزيد من التقدم لغاي؛ في عام 2002، انخفض رقم الـ 100 متر و200 متر إلى 10.08 ثانية و20.21 ثانية على التوالي، وإن كان ذلك بمساعدة الرياح. اجتاز رقمه القياسي أيضًا، إذ سجل في سباق 100 متر 10.27 ثانية وفي سباق 200 متر 20.88 ثانية. استمر أيضًا في التفوق على المنافسين، إذ فاز بسباق 100 متر في بطولة إن جي سي أيه أيه الوطنية. بالعودة إلى ذات الحدث في العام التالي، وكانت الريح لصالحه، حصل غاي على الميدالية البرونزية في مسافة 100 متر مع 10.01 ثانية والفضية في 200 متر مع 20.31 ثانية. عكرت الإصابات بقية عام 2003 لغاي، وانتقل مدربه براومان للعمل كمدرب المنافس في جامعة أركنساس.

### البداية الوطنية
اختار غاي دراسة علم الاجتماع والتسويق، ومنحت بيئة الجامعة العداء البالغ من العمر 22 عامًا أول فرصة له للتنافس في أحداث الرابطة الوطنية لرياضة الجامعات. في بطولة إن سي أيه أيه للمضمار والميدان الداخلية للرجال في مارس، احتل غاي المركز الرابع في سباق 60 مترًا، برقم بلغ 6.63 ثانية، والخامس في سباق 200 متر بوقت 20.58 ثانية (خسر المركز الثاني بفارق مئتي جزء من الثانية). أثبتت بطولة إن سي أيه أيه في الهواء الطلق والميدان للرجال في يونيو أنها أكثر نجاعة، ومع ذلك، أصبح غاي أول بطل 100 متر في المسابقة في أركنساس، مسجلًا رقمًا قياسيًا في المدرسة بلغ 10.06 ثانية. علاوة على ذلك، ساعدت جهوده في هذا الحدث فريق أركنساس الرياضي على الفوز بالبطولة.
أكدت نتائج التجارب الأولمبية الأولى لغاي عام 2004 مكانته كمنافس صاعد في سباقي 100 متر و200 متر. على الرغم من أنه لم يصل إلى نهائي أي من الحدثين، فقد وصل إلى الدور نصف النهائي لسباق 100 متر شديد التنافسية وسجل 200 مترًا أفضل رقم شخصي بلغ 20.07 ثانية في مراحل التصفيات. منعت إصابة في أوتار الركبة بسبب الجفاف غاي من المنافسة في نهائي 200 متر، لكنه لم يرى التجارب على أنها فرصة ضائعة، بل نقطة انطلاق للأحداث المستقبلية: «كنت أركز حقًا على الفريق، وكان لدي فرصة رائعة، ولكن لقد كانت تجربة تعليمية علمتني كيف أعتني بجسدي». أظهر تصنيفات أخبار الميدان والمضمار لعداء الولايات المتحدة في نهاية العام أنه كان ثامن أسرع عداء 100 متر ورابع أسرع عداء على مسافة 200 متر في ذلك العام، ما يدل على إمكاناته، فقد كان أصغر من كل من سبقه.
في العام الأخير لغاي كلاعب هاوٍ، بدأ بشكل جيد، إذ سجل أفضل رقم شخصي وسجل مدرسي يبلغ 6.55 ثانية في سباق 60 مترًا في بطولة سيريس 2005. ساعد فريق الجامعة في تحقيق فوز آخر في الهواء الطلق في مسابقة إن سي أيه أيه، إذ سجل أفضل رقم شخصي جديد قدره 19.93 ثانية في التصفيات المؤهلة لمسافة 200 متر واحتل المركز الثالث في النهائيات. احتل شريكه في التدريب وصديقه والاس سبيرمون المركز الأول برقم بلغ 19.91 ثانية، كان وقته و19.93 ثانية المسجلة باسم غاي ثاني وثالث أسرع توقيت في سباق 200 متر في العالم في ذلك العام. تعاون الثنائي في سباق التتابع 4 × 100 متر، إلى جانب مايكل غرانت وعمر براون، وفازوا بزمن قياسي في أركنساس قدره 38.49 ثانية. ترك غاي بطولة إن سي أيه أيه، في يونيو 2005، وقرر أن يصبح رياضيًا محترفًا، ووضع نصب عينيه مكانًا في فريق الولايات المتحدة لسباق 200 متر في بطولة هلسنكي العالمية.

## أرقام قياسية شخصية
| الفعالية | التوقيت     | المكان  | التاريخ        |
| -------- | ----------- | ------- | -------------- |
| 100 متر  | 9 ثانية 69  | شانغهاي | 20 سبتمبر 2009 |
| 200 متر  | 19 ثانية 58 | نيويورك | 30 ماي 2009    |
| 400 متر  | 44 ثانية 89 | غينزفيل | 17 أبريل 2010  |

## وصلات خارجية
- تايسون غاي على موقع الاتحاد الدولي لألعاب القوى (الإنجليزية)
- تايسون غاي على موقع الاتحاد الأمريكي لسباقات المضمار والميدان (الإنجليزية)
- تايسون غاي على موقع الدوري الماسي (الإنجليزية)
- تايسون غاي على موقع أوليمبيديا (الإنجليزية)
- تايسون غاي على موقع اللجنة الأولمبية والبارالمبية الأمريكية (الإنجليزية)
- (بالإنجليزية) الموقع الرسمي لتايسون غاي
- (بالإنجليزية) سيرته الذاتية على موقع l'USATF